# Église Saint-Nicolas de Ruma
Pour les articles homonymes, voir Église Saint-Nicolas.
L'église Saint-Nicolas de Ruma (en serbe cyrillique : Српска православна црква Светог Николе у Руми ; en serbe latin : Srpska pravoslavna crkva Svetog Nikole u Rumi) est une église orthodoxe serbe située à Ruma en Serbie, dans la province de Voïvodine. Construite en 1758, elle est inscrite sur la liste des monuments culturels de grande importance de la république de Serbie (identifiant no SK 1306).

## Présentation

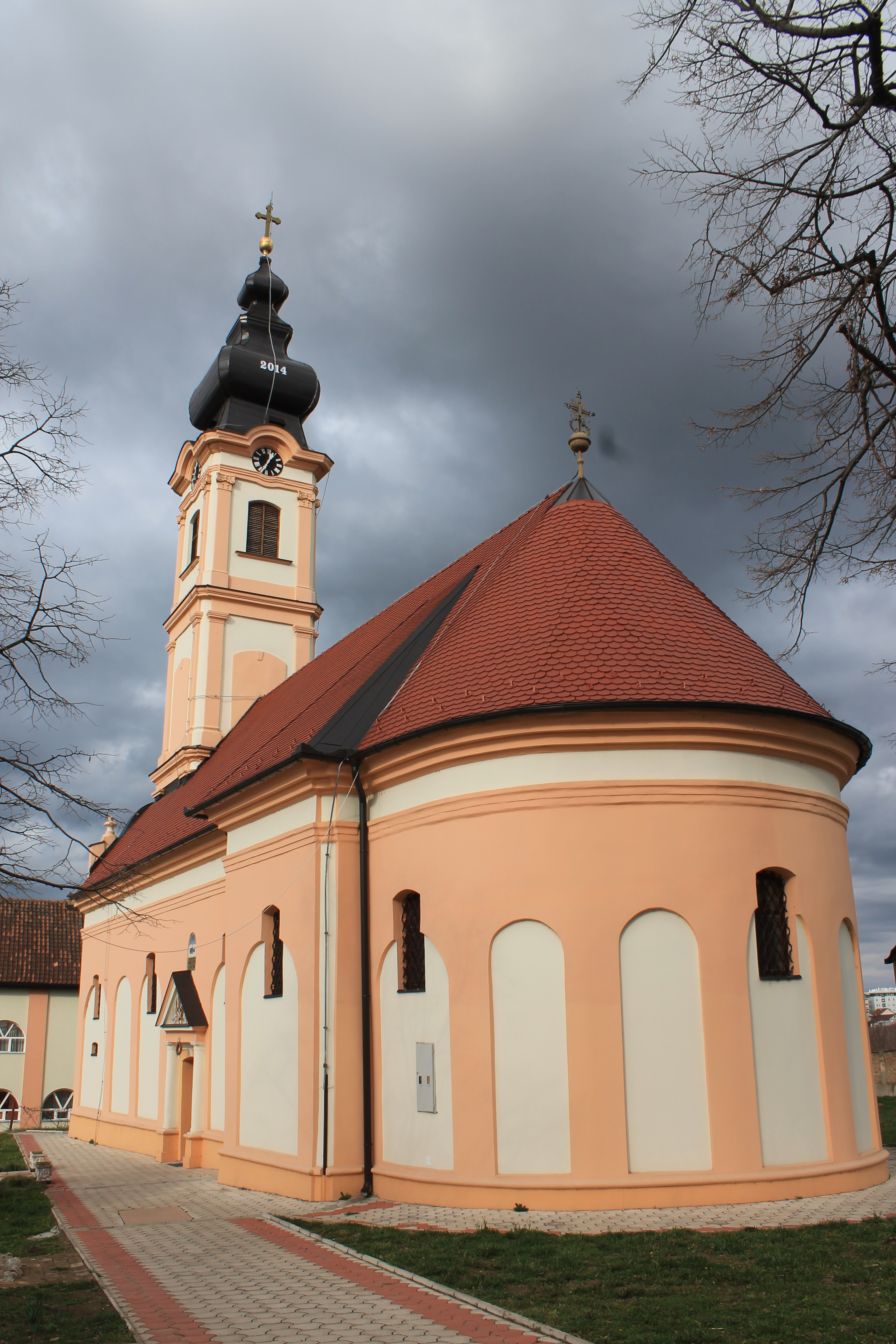
Le chevet de l'église.

L'église Saint-Nicolas a été construite en 1758 dans un style baroque. Elle est constituée d'une nef unique prolongée par une abside demi-circulaire ; à l'ouest, elle est dominée par un haut clocher surmonté d'un bulbe en étain. Les façades sont rythmées par des pilastres et par une corniche moulurée. Le portail méridional est encadré de colonnes et surmonté d'un tympan triangulaire.
L'iconostase, d'inspiration classique, a été sculptée par Georgije Dević en 1847 ; elle a été peinte par Pavle Čortanović et son fils, qui sont également les auteurs des fresques. Sur le trône de la Mère-de-Dieu, une Vierge à l'Enfant a été peinte par Pavle Simić en 1850.